# Adora Cruises
Adora Cruises Limited (ehemals CSSC Carnival Cruise Shipping Limited) ist eine chinesische Kreuzfahrtgesellschaft, die ursprünglich als Joint-Venture der China State Shipbuilding Corporation (CSSC) und der Carnival Corporation gegründet wurde. Im September 2023 wurde die Beteiligung durch Carnival jedoch veräußert.

## Geschichte
Im März 2014 stellte das chinesische Transportministerium ein offizielles Papier zum Aufbau einer eigenen Kreuzfahrtindustrie vor. Ein Jahr später wurden Ausbaupläne für die zwölf zukünftigen chinesischen Kreuzfahrthäfen vorgestellt. Im November 2014 erfolgte zwischen den größten Teilnehmern dieses Marktes, Carnival Corporation als Betreiber, Fincantieri als Bauwerft und CSSC als größte chinesische Werftengruppe eine grundsätzliche Vereinbarung zum Bau und Betrieb von Kreuzfahrtschiffen. Im Oktober 2015 schlossen die Carnival Corporation mit der CSSC und China International Capital Corporation (CIC), dem Staatsfonds der Volksrepublik, in London den Vertrag zu einem Joint Venture in China ab. Am 6. November 2018 gab die Carnival Corporation ihr neues Kreuzfahrt-Joint-Venture mit der China State Shipbuilding Corporation (CSSC) bekannt. Die Betriebsaufnahme der Gesellschaft verzögerte sich aufgrund der COVID-19 Pandemie.

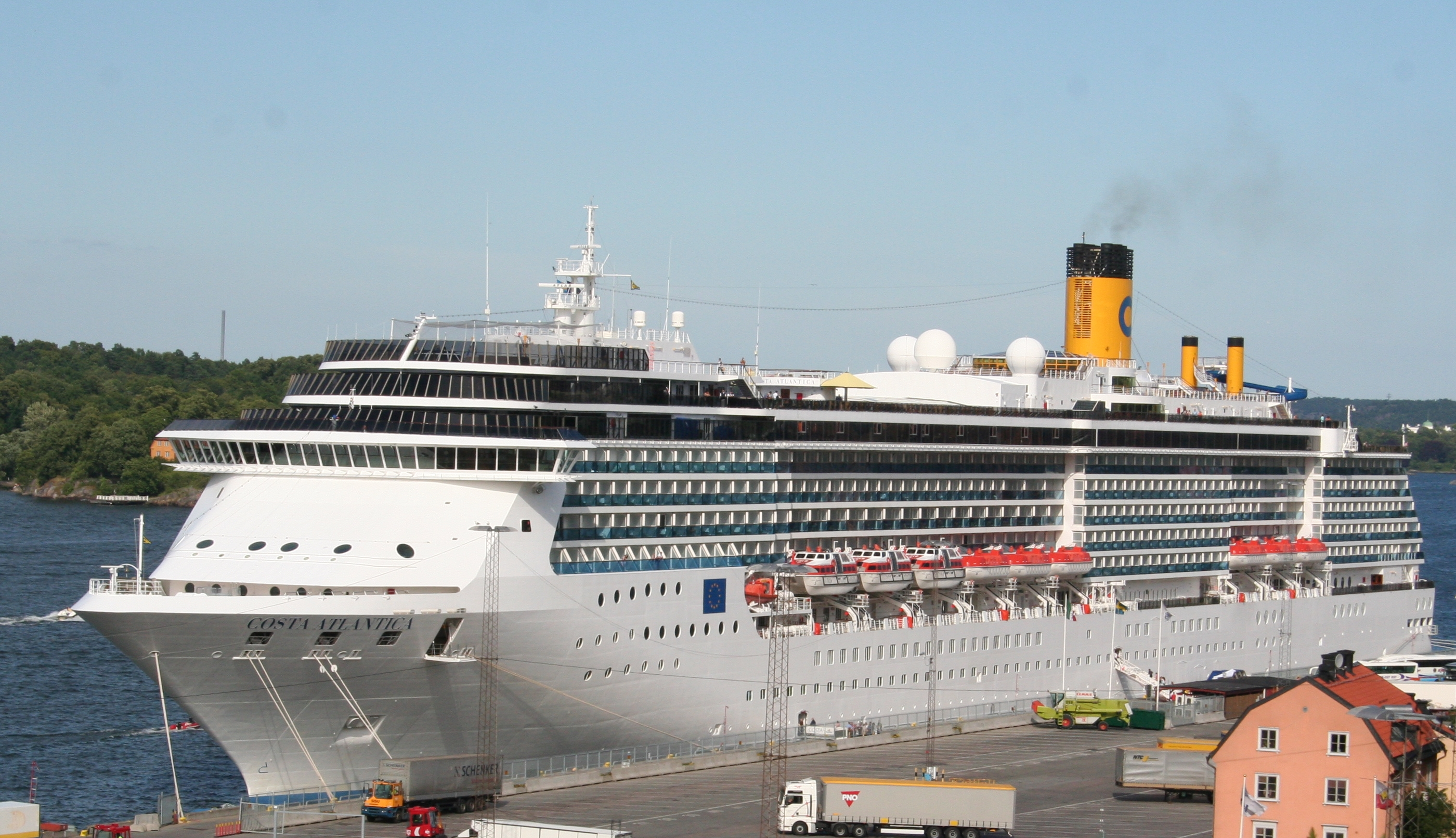
Costa Atlantica

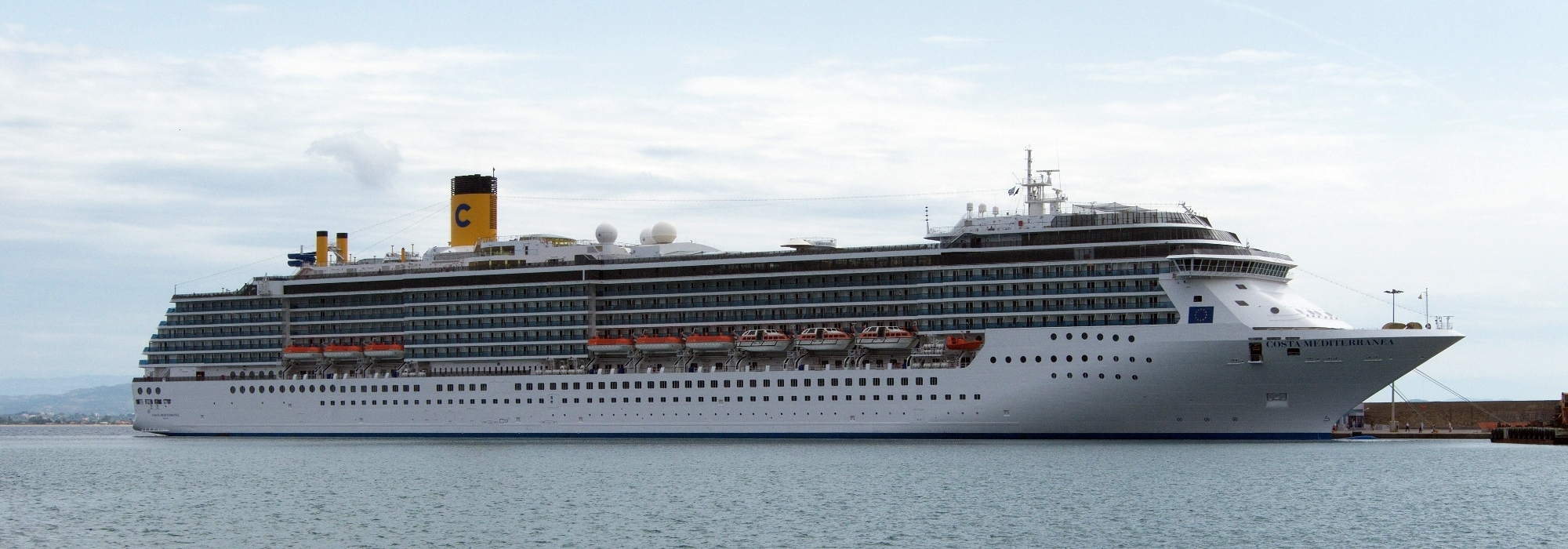
Costa Mediterranea

Die Costa Atlantica wurde im Januar 2020 an die Gesellschaft übergeben, die Costa Mediterranea folgte 2021.  Beide Schiffe bieten Platz für etwa 2.100 Passagiere. Ende September 2023 nahm das in Mediterranea umbenannte Schiff mit Kreuzfahrten ab Tianjin den Betrieb auf.

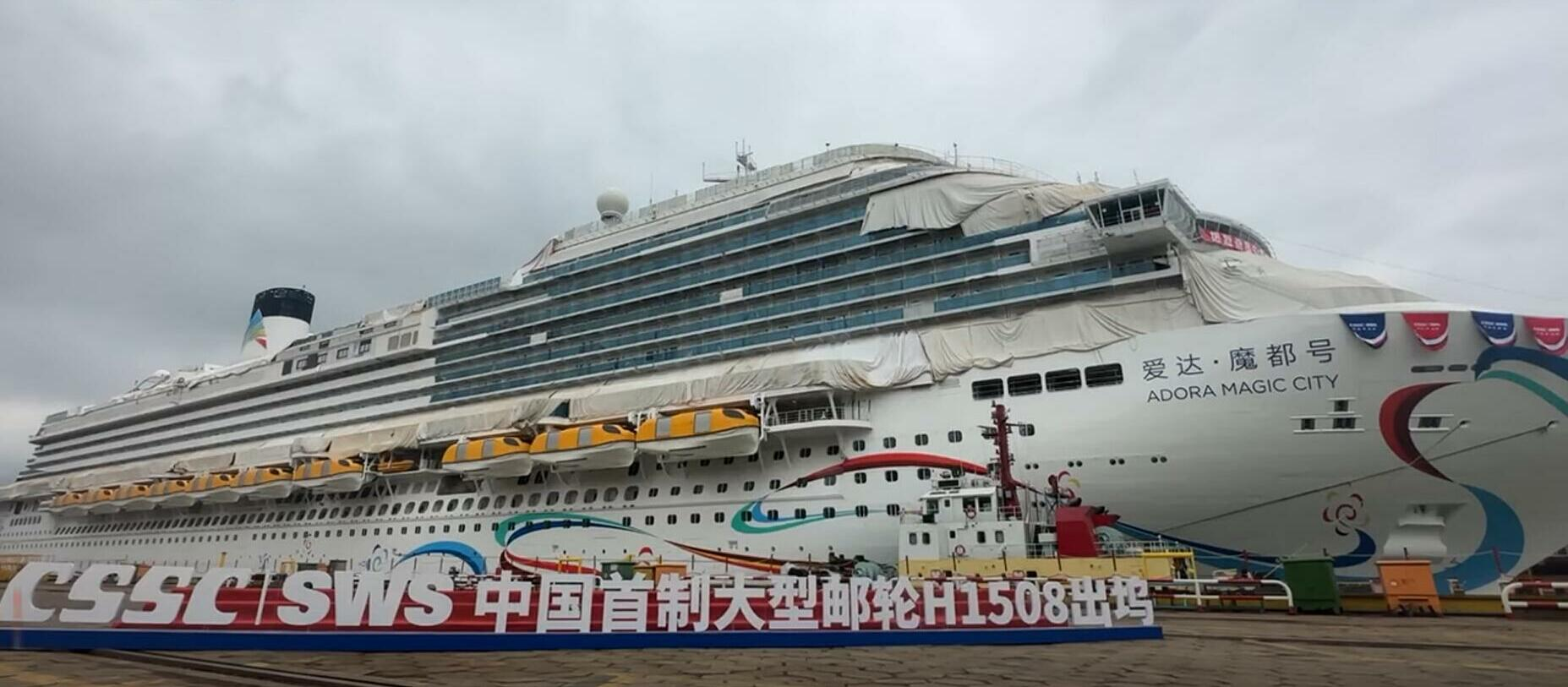
Adora Magic City

Im Joint Venture enthalten ist auch die bereits bekanntgegebene Vereinbarung zweier neuer Kreuzfahrtschiffe der Vista-Klasse, die bei der Shanghai Waigaoqiao Shipbuilding bestellt wurden. Beide dieser nach Plänen der von Fincantieri gebauten Vista-Klasse mit 323 Metern Länge, einer Vermessung von rund 133.500 bzw. 143.000 BRZ und einer Kapazität von rund 5000 Passagieren entstehenden Kreuzfahrtschiffe sollten im Jahr 2023 bzw. 2025 abgeliefert werden. Die Carnival Corporation beteiligt sich vor Ort an der Bauaufsicht. Von Fincantieri kommen die Technologieplattform, das Know-how und die Schlüsselkomponenten. Das erste Schiff, die Adora Magic City, nahm am 1. Januar 2024 den Betrieb auf. Der Bau des zweiten Schiffes begann im August 2022.
Im September 2023 veräußerte Carnival die Minderheitsbeteiligung an der in Adora Cruises Limited umbenannten Gesellschaft.
Im Oktober 2024 gab das Unternehmen den Namen des zweiten Neubaus mit Adora Flora City bekannt. Das Schiff soll ab Ende 2026 von Guangzhou als Basishafen auf internationalen Routen eingesetzt werden.

## Flotte
| Name               | Indienst- stellung | Vermessung (BRT/BRZ) | Bauwerft                                   | Reedereidienst  | Verbleib/Bemerkungen                                                   |
| Aktuelle Flotte    | Aktuelle Flotte    | Aktuelle Flotte      | Aktuelle Flotte                            | Aktuelle Flotte | Aktuelle Flotte                                                        |
| ------------------ | ------------------ | -------------------- | ------------------------------------------ | --------------- | ---------------------------------------------------------------------- |
| Adora Mediterranea | 2003               | 85.619               | Kvaerner Masa-Yards, Helsinki              | seit 2021       | offiziell in Dienst gestellt im September 2023 (noch als Mediterranea) |
| Adora Magic City   | 2023               | 136.201              | Shanghai Waigaoqiao Shipbuilding, Shanghai | seit 2023       |                                                                        |
| Zukünftige Flotte  |                    |                      |                                            |                 |                                                                        |
| Adora Flora City   | ab 2026            | 142.999              | Shanghai Waigaoqiao Shipbuilding, Shanghai | 2026 (geplant)  | seit August 2022 im Bau                                                |
| Ehemalige Flotte   |                    |                      |                                            |                 |                                                                        |
| Costa Atlantica    | 2000               | 85.619               | Kvaerner Masa-Yards, Helsinki              | 2020–2023       | nie offiziell in Dienst gestellt                                       |